# Aswan SC
Aswan Sporting Club w skrócie Aswan SC, wcześniej znany jako Itesalat (ar. نادي أسوان الرياضي) – egipski klub piłkarski grający w egipskiej pierwszej lidze, mający siedzibę w mieście Asuan.

## Sukcesy
- Puchar Egiptu[1]:
  - finał (1): 1990/1991

## Stadion
Domowe mecze klub rozgrywa na staidonie Aswan Stadium w Asuanie. Stadion może pomieścić 20000 widzów.

## Reprezentanci kraju grający w klubie
Stan na styczeń 2023.
| - Ahmed Eid Abdel-Malek - Ahmed Abdel-Zaher - Mosaad Awad - Amr El-Halwany - Moaz El-Henawy - Emad El-Nahhas - Wael El-Quabbani - Amr Fahim - Ali Fathi - Islam Gamal - Mohamed Hamdi - Ahmed Hammouda - Osama Hassan - Ahmed Shedid Kenawy | - Osama Ragab - Ahmed Sobhy - Dilson - Eric Traoré - Oumed Oukri - Malick Evouna - Mohamed Badr Hassan - Omar Abdullah Al-Dahi - John Avire - Souleymane Sangaré - Raphael Ayagwa - John Utaka - Jean-Claude Iranzi |